# Notiphila dimidiaticornis
Notiphila dimidiaticornis är en tvåvingeart som beskrevs av Giordani Soika 1956. Notiphila dimidiaticornis ingår i släktet Notiphila och familjen vattenflugor. Inga underarter finns listade i Catalogue of Life.